# Jiří Šetlík
Jiří Šetlík (2. dubna 1929 Praha – 28. ledna 2023) byl český historik a teoretik výtvarného umění, výtvarný kritik, diplomat a vysokoškolský pedagog. Byl vnukem Karla Hoffmanna a bratrancem Adrieny Šimotové. Jeho manželkou byla herečka Zuzana Talpová (1932–2005).

## Život
Pocházel z rodiny Ing. Ivana Šetlíka, který po válce zakládal Spojené farmaceutické závody, a když roku 1949 odmítl vstoupit do KSČ, byl ve vykonstruovaném procesu odsouzen na dva a půl roku vězení za špionáž. Matka Dagmar Šetlíková byla dcerou proslulého prvního houslisty českého kvarteta Karla Hoffmanna, pracovala v České filharmonii na administrativním místě a díky znalosti mnoha jazyků zajišťovala podporu při pobytu mnoha zahraničním hudebním osobnostem.
Jiří Šetlík studoval od roku 1940 na česko-ruském gymnáziu na Pankráci. Za okupace nemohl pokračovat a středoškolská studia ukončil roku 1948 na reálném gymnáziu v Michli. Jako člen Sociálně-demokratické mládeže obdržel po sloučení s KSČ stranickou legitimaci. V letech 1948–1953 studoval na Filozofické fakultě Univerzity Karlovy dějiny umění (prof. A. Matějček, J. Květ, J. Pečírka, J. Pešina) a estetiku (prof. J. Mukařovský). Po absolvování vysokoškolského studia sloužil tři roky jako osvětový pracovník u oddílů PTP. V letech 1955–1958 byl aspirantem v Ústavu teorie a dějin umění ČSAV v Praze, kde roku 1962 obhájil kandidátskou disertaci. V letech 1967–1968 absolvoval postgraduální studium na Institute of International Education v USA, díky stipendiu, které pro něj zařídil ředitel Guggenheimova muzea Thomas M. Messer.
V letech 1949–1952 působil jako externí pracovník v nakladatelství SNKLHU v Praze a v Národní galerii. Od roku 1958 do roku 1964 byl vedoucím sbírky moderního umění Národní galerie v Praze, poté působil jako externí pedagog na AVU a na Univerzitě 17. listopadu v Praze. V letech 1968–1970 byl ředitelem Uměleckoprůmyslového muzea v Praze a založil zde oddělení architektury a fotografie. Počátkem normalizace byl za své postoje během 60. let vyloučen z KSČ, přišel o možnost publikovat a učit a až do roku 1989 byl zaměstnán jako technický pracovník pověřený rekonstrukcí památkových objektů a depozitářů UPM. Od 80. let působil v UPM jako samostatný vědecký pracovník. V letech 1989–1990 byl odborným pracovníkem Sbírky sochařství Národní galerie v Praze, od roku 1990 působil tři roky jako kulturní rada při velvyslanectví v USA.
Od roku 1993 byl vysokoškolským učitelem dějin architektury na VŠUP v Praze (1993–1996 prorektor VŠUP pro vnější vztahy a mezinárodní spolupráci), členem její vědecké rady a členem české komise pro UNESCO. Roku 1994 se habilitoval jako docent. V letech 1996–2001 působil jako vedoucí Katedry dějin umění a architektury FA TU Liberec, od roku 1997 je členem vědecké rady Fakulty užitého umění a designu UJEP v Ústí nad Labem.
Od roku 1954 byl členem SČSVU, 1959–1970 členem tvůrčí skupiny UB 12, roku 1962 se stal členem Mezinárodní asociace výtvarných kritiků (AICA). Od roku 1959 publikoval v kulturních a odborných časopisech Umění, Literární noviny, Výtvarné umění, samizdat Kritický sborník samizdat Obsah, Ateliér, Architekt, Architektura ČSR, Plamen, Prostor Zlín, Umění a řemesla, Výtvarný život ad.. Aktivně se podílel na druhém sjezdu Svazu československých výtvarných umělců, do jehož čela se podařilo zvolit Adolfa Hoffmeistera. Od roku 1964 do roku 1968 byl šéfredaktorem časopisu Výtvarná práce. Po vzniku Charty 77 spolupracoval s disentem a StB ho považovala za tajného signatáře.
V roce 1990 spolu s Jiřím Kolářem, Václavem Havlem a Theodorem Pištěkem založil Cenu Jindřicha Chalupeckého pro umělce do 35 let. Od roku 1996 je členem českého centra PEN klubu, v letech 1994–2005 byl předsedou Společnosti Jindřicha Chalupeckého, od roku 1999 členem Sdružení výtvarných kritiků a teoretiků a členem Uměleckohistorické společnosti.
Od 90. let byl donátorem Muzea umění a designu Benešov, které se rozhodl podpořit pro jeho vizi a z přesvědčení, že kvalitní umění se má šířit i mimo velká města. Muzeum podporoval také odborně v rovině jeho zaměření na design. Nakonec se roku 2010 rozhodl věnoval svou sbírku obrazů, prací na papíře a drobné plastiky k 20. výročí založení instituce. Z jeho kolekce byla vytvořena samostatná stálá expozice s názvem „Šetlíkův okruh“.

### Ocenění
- 1968 nominace na Cenu Antonína Matějčka, SČSVU
- 1996 Cena Henry Allen Moe, Historická společnost státu New York
- 2004 Medaile Josefa Hlávky
- 2005 Pamětní medaile VŠUP
- 2014 Cena Artis bohemiae amicis (Přátelé českého umění) za „celoživotní práci v oblasti výtvarného umění“ Ministerstva kultury[11]

## Dílo
V době normalizace se podílel na výstavních projektech v neoficiálních prostorech a nezávislých galeriích (Netvořice ’81, Dům Bedřicha Dlouhého, Barevná socha, Prostor 3, Jan Steklík: Čára, Galerie H, Kostelec nad Černými lesy, 1985–1988, Forum 88, Praha, ÚMCH Praha, Galerie Opatov, ad.). Byl spolueditorem samizdatových sborníků věnovaných památce Alberta Kutala, Jiřího Padrty, Václava Nebeského, Václava Navrátila a Olega Suse, jubilea Jana Wericha (1975), sborníku Šedá cihla (1985), ad. Spolupracoval s Jazzovou sekcí (Čas člověka a země, sborník příspěvků k dílu Vladimíra Janouška, 1988).
V 70. a 80. letech uváděl výstavy výtvarníků skupiny UB 12, se kterými ho pojilo osobní přátelství, v malých mimopražských galeriích. Jako samizdat vydal svazky věnované významným osobnostem výtvarného umění (Z. Palcr, 1977, Jiří John, 1978, Václav Boštík, 1978, O. Hlavsa, 1979, V. Janoušek, 1979, J. Chalupecký, 1980, Č. Kafka, 1981, E. Kmentová – in memoriam, 1982, M. Chlupáč, 1983, R. Uher, 1983, V. Janoušková, 1984, J. Kolář, 1984, K. Malich, 1987) i svou knihu Cesty po ateliérech (1985, též edice Petlice), která pak vyšla oficiálně roku 1996. V době normalizace se spřátelil s Oldřichem Hlavsou a byl autorem textů ve třech svazcích jeho Typographie (1976, 1981 a 1986).
Soustavně se zabýval dílem Otto Gutfreunda a je autorem nebo spoluautorem jeho monografií (1989, 1995, 2012). Je autorem hesel v Nové encyklopedii českého výtvarného umění (1995, dodatky 2006), The Dictionary of Art (1996) a encyklopedii Dějiny českého výtvarného umění VI/I (2007).